# Богатеев, Николай Семёнович

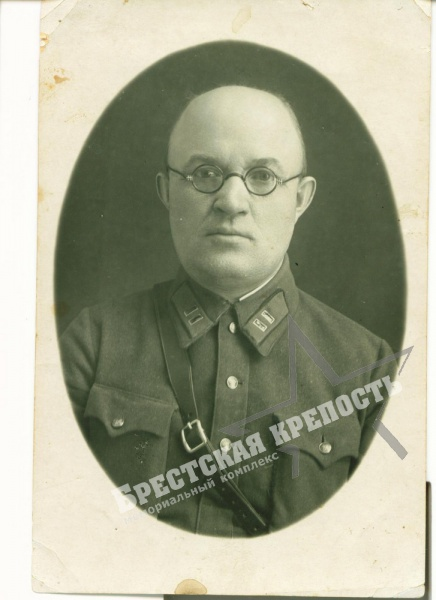
Богатеев Николай Семенович

Богатеев Николай Семёнович (1895, село Суховетье, Гжатский район Смоленской области — 22 июня 1941) — батальонный комиссар, заместитель начальника Брестского военного госпиталя по политчасти, защитник Брестской крепости.
В июне 1918 добровольцем вступил в ряды РККА. В июне 1941 г. — батальонный комиссар, заместитель начальника Брестского военного госпиталя по политчасти. Погиб в рукопашной схватке в первый день войны.
Со слов Ткачевой Прасковьи Леонтьевны, старшей медсестры хирургического отделения госпиталя, которая находилась на Волынском укреплении до 25 июня: 

В субботу, около 12 дня, меня вызвал комиссар госпиталя Богатеев и предупредил, что в течение двух часов нужно подготовить больных к отправке (наш армейский госпиталь расформировывался). Богатеева я хорошо знала. Николай Семенович был добрым, чутким, душевным человеком, хорошим воспитателем, часто бывал на наших комсомольских собраниях. Он всегда мог по-отцовски побеседовать, дать родительский совет. Фельдшер в прошлом, он хорошо разбирался в медицине, вникал во все тонкости работы наших отделений и в минуту страшной опасности тоже оказался впереди. Но вернусь к последнему мирному дню. Нужно было подготовить 80 больных к переезду. В воскресенье медперсонал должен был вслед за больными выехать в Пинск. Часть больных к этому времени  уже была передана 95-му медико-санитарному батальону. Богатеев сказал, чтобы я подумала, кого из прежнего штата медицинских работников возьмем с собой. Потом комиссар ушел домой, а я - в парк имени Первого мая. Домой вернулась поздно. В крепости стояла необычная тишина. Я решила вначале отдохнуть, а уж потом завершить оформление документов. Не успела я заснуть, как раздался страшный грохот. Вначале мне показалось, что это гроза, но, выглянув в окно, я увидела, что горит терапевтическое отделение. Тогда все стало ясно. С криком «война!» я разбудила девушек. Мы кое-как оделись и выбежали. Госпиталь сильно бомбили. Жертв уже было много. Здание хирургического корпуса также оказалось разбитым. На территории госпиталя бушевал пожар.
Дежурный медперсонал начал эвакуацию больных из госпитальных зданий в более безопасное место - казематы, находившиеся в валу. Первую партию нам удалось благополучно перевести в эти укрытия. Здание госпиталя немцы захватили к полудню 22 июня 1941 г. Я решила подняться на второй этаж. На лестнице встретила батальонного комиссара Богатеева Н. С. Он был ранен (на щеке виднелась кровь) и оглушен. Оказывается, Богатеев успел к этому времени побывать в нескольких отделениях.
Раненный в  голову осколком  снаряда, он сумел сжечь документы и организовать дежурных врачей, медсестер, санитарок на эвакуацию больных из госпитальных зданий в казематы земляного вала. Но не успел Богатеев выбраться из здания, как навстречу ему выскочило несколько немцев. Завязался рукопашный бой. Богатеев погиб в неравной схватке.
Имя героя увековечено на одной из плит мемориального комплекса «Брестская крепость-герой»
У Николая Семёновича остались 2 сына. Младший Виктор был вывезен гитлеровцами в Польшу и впоследствии оказался в концлагере в Дании. После освобождения пленных из концлагеря в 1945 году в соответствии с карточкой учета военнопленного имеется запись место следования "ДОМОЙ" (г. Брест), после этого его следы теряются — пропал без вести. Старший сын Анатолий прошел войну радистом, имел множество наград. Умер в 2009 году в Бресте в возрасте 87 лет. В Бресте живут его сыновья, внуки и правнуки.